# Etelka Kovacs-Koller
Etelka Kovacs-Koller (* 8. Dezember 1952 in Budapest; † 28. September 2023) war ein ungarisch-deutsche Malerin, die vorwiegend durch ihre Veranstaltungen im Action Painting bekannt geworden ist.

## Leben
Ihre Kindheit verbrachte sie in Ungarn, 1966 erfolgte die Umsiedlung nach West-Berlin. Seit 1992 lebte sie in Süddeutschland, 1993 befand sich ihr Atelier in München-Schwabing, später in Mittersthal; zuletzt lebte und arbeitete sie in Fürth. Von 1970 bis 1972 erlernte sie den Beruf der Fotografin am Berufsausbildungszentrum Lette-Verein in Berlin. 1973 verbrachte sie sechs Monate in Biot, Frankreich. Seit 1987 war sie als freischaffende Künstlerin selbständig und hielt sich im selben Jahr sechs Monate in Kreta auf; ab 1989 war sie unter der Firmierung „Atelier mad for art“ vorwiegend für Unternehmen tätig. Im Jahr 1989 lebte Kovacs-Koller für ein halbes Jahr in den USA, und im Jahr 2002 sechs Monate auf Ibiza. 2014 übte sie eine Dozenten-Tätigkeit an der Universität Witten/Herdecke aus.

## Stil
Im Laufe der Jahre, in denen sie als Malerin tätig war, entwickelte sie einen eigenen Malstil, der dem (häufig abstrakten) Expressionismus zuzuordnen ist. Der Ausdruck ihrer Werke scheint von den russischen Avantgardisten der 1920er Jahre wie auch die Pop-Art-Bewegung der 1960er geprägt zu sein. Kraftvoll farbige Bilder entstanden meist auf Leinwand in Acrylmischtechnik.

„… die Bilder der Kovacs-Koller sind voller Schwung. Abstrakte Flächen, die mit Kreide lose definiert werden, erinnern entfernt an einen anderen Künstler: Kovacs-Koller-Exponate sind irgendwo zwischen Graffiti und dem Frühwerk Kandinskys angesiedelt.“

## Action Painting
Haupttätigkeitsfeld von Kovacs-Koller war Action Painting, von ihr auch als „Live Painting“ oder „Live Action Painting“ bezeichnet. Sie malte vor Publikum und führte auch Seminare durch, bei denen sie die Teilnehmer zum Mitgestalten animierte. Diese Veranstaltungen sollten dem Teambuilding und damit der Stärkung des Gemeinschaftsgefühls dienen.
Zu ihren Kunden gehörten Unternehmen wie Abbott, Novartis, John Deere, UBS, Roland Berger, Universitäten und Stadtverwaltungen. In den Jahren 2011 und 2012 gestaltete Kovacs-Koller mehrere Veranstaltungen im Rahmen einer der „Génifique“-Kampanie bei L'Oreal – für die Marken Lancôme und Yves Saint Laurent. Am 28. Mai 2012 Abendprogramm des Konfuzius-Instituts der Frankfurter Goethe-Universität „Art in Action: Kalligraphie & Action Painting“, Kovacs-Koller mit Yuejun Qian, Moderation von Kristin Kupfer. Bei der „Sommerakademie für integrative Medizin“ 2014 in Witten leitete Kovacs-Koller Teilnehmer zum Malen an. Auf der „Zukunftskonferenz Food“ am 2. März 2016 an der Universität Witten/Herdecke Programmteil Action-Painting mit Kovacs-Koller. Bei einer Abendveranstaltung Hochschule für Musik und Darstellende Kunst Frankfurt am Main („Neue Musik Nacht“) am 30. April 2019 entstanden in einer Performance mit musikalischer Begleitung durch Helmut Oesterreich und Lukas Adams zwei großformatige Gemälde.

„Action Painting vor Publikum ist eine ganz besondere Herausforderung, denn es kommen außer meinem Material und mir als Malende noch viele Faktoren hinzu, die nicht kalkulierbar sind, aber zum Entstehungsprozess des Bildes ebenfalls wesentlich beitragen. ... Sowohl Action
Painting, als auch Jazz entstehen im jeweiligen Augenblick und beziehen ihre Kraft aus der aktuellen Situation, die niemals wieder in derselben Form eintreten wird. .... Action Painting und Jazz sind Bild bzw. Klang gewordene Signaturen der Vergänglichkeit und vielleicht sind sie gerade deshalb so wertvoll, weil sie das Unmögliche versuchen: unzählige Erlebnismomente in einem Bild, oder in einem Musikstück so zu bündeln, dass das Flüchtige in etwas dauerhaft Fassbares verdichtet wird.“

Weitere Aktionen/Ausgestaltungen (Auswahl):
- 1988: Live Action Painting in Berlin für die Absolut Art Collection, Jakobi KG
- 1995: 30 großformatige Werke als Ausgestaltung für das Berliner Business Center von Wayss & Freytag
- 1996: Kreativ Workshops für die Universität St. Gallen
- 1998: Action Painting zum 10-jährigen Jubiläum des Instituts für Führung und Personalmanagement der Universität St. Gallen
- 1997: Auftragsarbeiten und Action Painting zur Markteinführung des Smart, Smartville Hambach
- 1999: Anlässlich der Kieler Woche wurden bei einer Auktion der Kieler Nachrichten 300 Bilder der Künstlerin verkauft[9]
- 2007: Diverse Workshops in Lörrach mit dem Landratsamt sowie mit Kindern und jungen Erwachsenen in Zusammenarbeit mit dem SAK Lörrach und der Schöpflin Stiftung